# Carlos Cisneros
Carlos Ernesto Cisneros Barajas (ur. 30 sierpnia 1993 w Guadalajarze) – meksykański piłkarz występujący na pozycji skrzydłowego, od 2025 roku zawodnik Leónu.

## Kariera klubowa
Cisneros pochodzi z Guadalajary i jest wychowankiem akademii juniorskiej tamtejszego klubu Chivas de Guadalajara. Do pierwszej drużyny został włączony jako dziewiętnastolatek przez szkoleniowca Benjamína Galindo i w Liga MX zadebiutował 17 lutego 2013 w zremisowanym 1:1 spotkaniu z Pueblą. Przez kolejne półtora roku sporadycznie pojawiał się jednak na ligowych boiskach, wobec czego odszedł na wypożyczenie do drugoligowego klubu partnerskiego Chivas – Deportivo Tepic. Tam jako podstawowy piłkarz spędził rok, w jesiennym sezonie Apertura 2014 docierając do finału rozgrywek Ascenso MX. Po powrocie do Chivas jego sytuacja uległa diametralnej zmianie – został jednym z podstawowych zawodników ekipy prowadzonej przez Matíasa Almeydę i w sezonie Apertura 2015 zdobył z nią puchar Meksyku – Copa MX. Premierowego gola w najwyższej klasie rozgrywkowej strzelił 24 stycznia 2016 w zremisowanej 2:2 konfrontacji z Tigres UANL.
W 2016 roku Cisneros wywalczył z Chivas superpuchar Meksyku – Supercopa MX.
| Sezon     | Klub                  | Kraj   | Rozgrywki  | Mecze | Bramki |
| --------- | --------------------- | ------ | ---------- | ----- | ------ |
| 2012/2013 | Chivas de Guadalajara | Meksyk | Liga MX    | 2     | 0      |
| 2013/2014 | Chivas de Guadalajara | Meksyk | Liga MX    | 9     | 0      |
| 2014/2015 | Deportivo Tepic       | Meksyk | Ascenso MX | 29    | 3      |
| 2015/2016 | Chivas de Guadalajara | Meksyk | Liga MX    | 27    | 4      |
| 2016/2017 | Chivas de Guadalajara | Meksyk | Liga MX    |       |        |

## Kariera reprezentacyjna
W maju 2015 Cisneros został powołany przez szkoleniowca Raúla Gutiérreza do olimpijskiej reprezentacji Meksyku U-23 na prestiżowy towarzyski Turniej w Tulonie, podczas którego rozegrał wszystkie cztery spotkania (z czego trzy w wyjściowym składzie) i zdobył dwa gole w konfrontacji z Chinami (2:0). Jego kadra zajęła natomiast trzecie miejsce w grupie, nie kwalifikując się do dalszych gier. Dwa miesiące później znalazł się w składzie na Igrzyska Panamerykańskie w Toronto, gdzie również był podstawowym zawodnikiem swojej drużyny, występując w czterech z pięciu meczów (we wszystkich w pierwszym składzie) i wpisał się na listę strzelców w półfinale z Panamą (2:1). Meksykanie dotarli wówczas do finału męskiego turnieju piłkarskiego, w którym przegrali ostatecznie z Urugwajem (0:1), zdobywając srebrny medal igrzysk. W sierpniu 2016 wziął udział w Igrzyskach Olimpijskich w Rio de Janeiro – tam rozegrał wszystkie trzy spotkania (jedno w wyjściowej jedenastce), zaś jego kadra odpadła z rozgrywek piłkarskich już w fazie grupowej.